# 洛斯锡洛斯
洛斯锡洛斯（西班牙語：Los Silos）是西班牙加那利群岛圣克鲁斯-德特内里费省的一个市镇。总面积24.23平方公里，总人口4757人（2018年），人口密度200人/平方公里。

## 地名
在西班牙语中意为谷仓，可能是该镇在这里建立的3座粮食储藏仓库。

## 人口
| 洛斯锡洛斯             |
|                        |
| 来源：加那利群岛统计局 |

## 图集

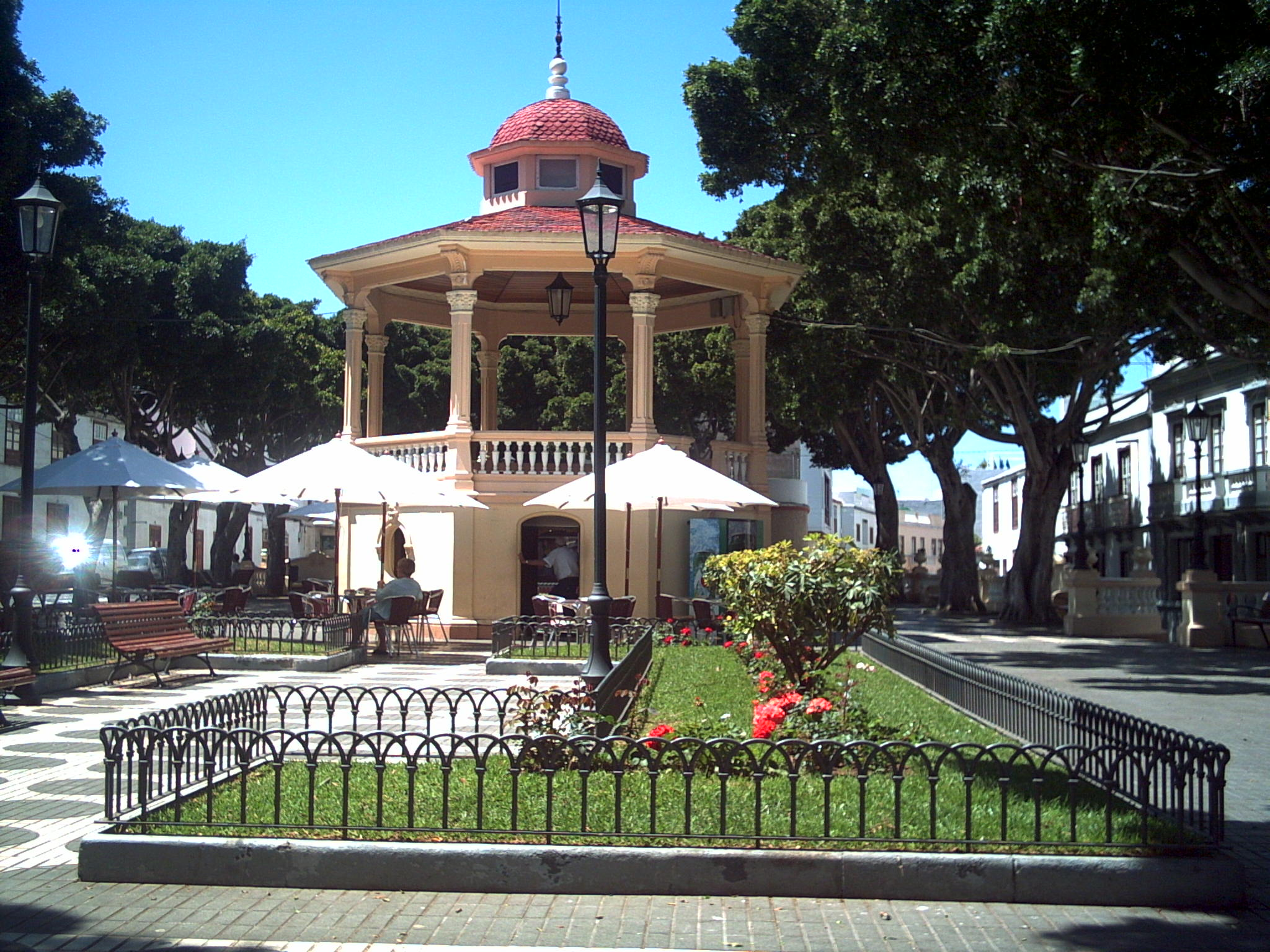
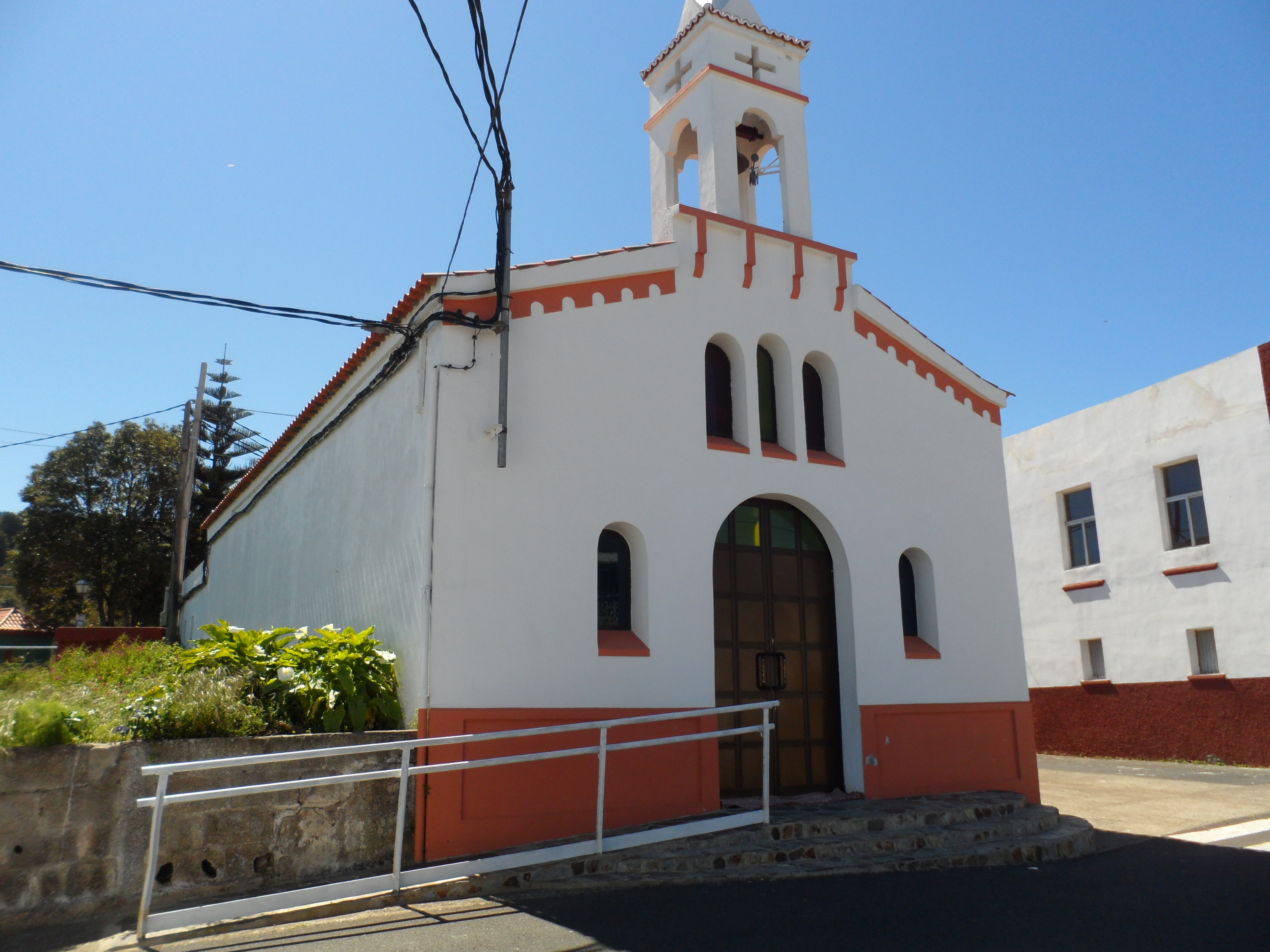
教堂
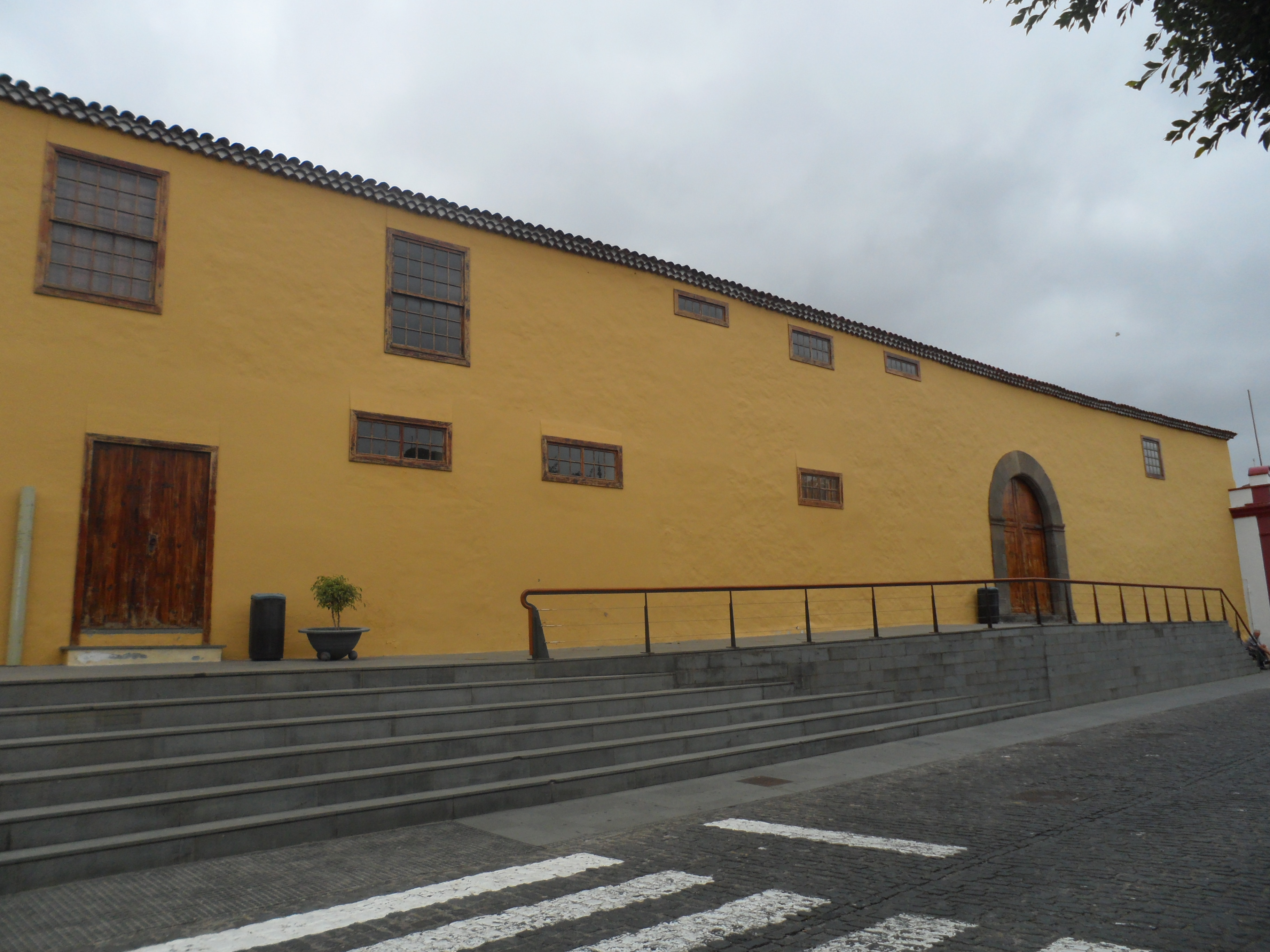
原修道院